# Anders Victorin
Anders Victorin, född 21 maj 1944 i Göteborg, död 18 februari 2006 i Täby, var en svensk jurist. 
Victorin var professor i fastighets-, byggnads- och värderingsrätt vid Stockholms universitet. Han skrev bland annat boken Hyra och annan nyttjanderätt till fast egendom tillsammans med Bertil Bengtsson. Under 20 år var han Juridiska föreningens inspektor, och han låg bakom tillkomsten av det Ralph Erskine-ritade Juristernas hus i Frescati i Stockholm samt ledde verksamheten i Juristförlaget och Stiftelsen Juridisk fakultetslitteratur. Victorin är begraven på Täby norra begravningsplats.